# Velika Kopašnica
Velika Kopašnica (cyr. Велика Копашница) – wieś w Serbii, w okręgu jablanickim, w mieście Leskovac. W 2011 roku liczyła 653 mieszkańców.